# Ca l'Elvira (Santa Coloma de Cervelló)
Ca l'Elvira, coneguda també com Cal Miret, és un edifici de la Colònia Güell, al municipi de Santa Coloma de Cervelló (Baix Llobregat), inclòs a l'Inventari del Patrimoni Arquitectònic de Catalunya.

## Descripció
Es tracta d'un habitatge notable, de planta baixa i un pis, construït amb maó arrebossat i pintat, maó vist i pedra artificial als ornaments. La coberta és de teula àrab, sense ràfec, amb la barana de maó vist treballat en relleu que fa les funcions de sanefa ornamental. Unes petites franges individualitzen els dos pisos, efecte accentuat pel diferent color que s'ha emprat per pintar-ne cadascun. A la façana principal s'obren dues finestres rectangulars a cada costat de la porta d'entrada, mentre que al pis superior s'inverteix l'ordre i se situa un balcó damunt de cada parell de finestres i una finestra com la dels baixos al mig. Té un petit jardí al davant com la majoria dels habitatges de la colònia. La façana del carrer Reixach té a cadascuna de les dues plantes finestres idèntiques a les de l'entrada.